# Areopaguristes hewatti
Areopaguristes hewatti is een tienpotigensoort uit de familie van de Diogenidae. De wetenschappelijke naam van de soort is voor het eerst geldig gepubliceerd in 1963 door Wass.